# Лісова бувальщина (фільм, 1926)
«Лісова бувальщина» (рос. «Лесная быль») — білоруський радянський художній фільм 1926 року режисера Юрія Тарича. Екранізація повісті білоруського письменника Михася Чарота «Свинопас».

## Сюжет
Про сміливі пригоди юного розвідника — колишнього підпаска Гришки та його подружки, дочки лісника Гелька, що допомагає партизанам вистежувати окупантів і громити їх.

## У ролях
- Леонід Данилов
- Т. Котельникова
- Іван Клюквин
- Мстислав Котельников
- А. Дединці
- Володимир Корш-Саблін
- П. Рожицький
- Галина Кравченко
- Олександр Жуков
- Сергій Борисов
- А. Отрадиной
- Клавдія Чебишева
- Василь Макаров
- Олександр Черв'яков

## Творча група
- Сценарій: Євген Іванов-Барков, Юрій Тарич
- Режисер: Юрій Тарич
- Оператор: Давид Шлюглейт
- Композитор: